# اچ‌ام‌اس انترپرایز (اچ۸۸)
اچ‌ام‌اس انترپرایز (اچ۸۸) (به انگلیسی: HMS Enterprise (H88)) یک کشتی است که طول آن ۹۰٫۶ متر (۲۹۷ فوت ۳ اینچ) می‌باشد. این کشتی در سال ۲۰۰۲ ساخته شد.